# 魚巣ブロック
魚巣ブロック（ぎょそうブロック）とは、主に魚類の生息や避難場所（いわゆる、“すみか”）を提供することを目的として人工的に設置する工作物。コンクリート製のものが多い。
現在多く使用されているブロックは、内部に空洞部分を設けたもので、河川形状や設置環境、魚種などにより、空洞部分の大きさや奥行などが異なる。空洞部には開口部が設けてあり、魚類が出入りできるようになっている。
なお、海岸沿岸部等に魚集、培養、稚魚生育のために設けられる人工礁は、魚礁と呼ばれる。